# Semaeopus palliata
Semaeopus palliata är en fjärilsart som beskrevs av W. Warren 1908. Semaeopus palliata ingår i släktet Semaeopus och familjen mätare. Inga underarter finns listade i Catalogue of Life.